# Sheck Wes
Sheck Wes, de son vrai nom Khadimou Rassoul Cheikh Fall, est un rappeur, chanteur, auteur-compositeur-interprète et joueur de basketball américano-sénégalais,, né le 10 septembre 1998 à New York. 
Il est connu pour sa chanson Mo Bamba (en hommage au joueur de basket-ball Mohamed Bamba), sortie en 2017 et devenue virale en 2018. Il apparaît sur le projet JackBoys du label Cactus Jack Records de Travis Scott.

## Biographie
Il est d’origine sénégalaise et il est musulman pratiquant.
Il se présente à la draft 2020 de la NBA mais n'est pas retenu. En mars 2021, il est annoncé au Paris Basketball, club français de seconde division, à partir de mai 2021. Sheck Wes participe à plusieurs rencontres avec le Paris Basketball.

## Discographie

### Albums studio
- 2018 : Mudboy

### Singles
- 2017 : Live SheckWes Die SheckWes
- 2017 : Mo Bamba
- 2018 : Do That
- 2018 : Chippi Chippi
- 2019: Enzo (avec DJ Snake, Offset, 21 Savage & Gucci Mane)
- 2019: Sadio Mané
- 2019: Losing My Mind
- 2019: YKTS
- 2019: Gang Gang (avec JackBoys)
- 2020: Rich One Day
- 2021: GFU (avec Young Stoner Life et Yak Gotti feat. Yung Kayo)
- 2025: ILMB (I Love My Bitch) (avec Travis Scott)